# Споменик
Споменик је структура, уметнички обликован објекат или друго дело (нпр. спомен-плоча, спомен-чесма) подигнуто са основном функцијом да јавно очува сећање и подсећа на значајне личности, догађаје, идеје или историјске периоде. Споменици могу имати различите облике и величине, од скромних обележја до монументалних грађевина, и често представљају важан део културног и историјског идентитета једне заједнице или нације.

## Дефиниција и функције
Реч "споменик" изведена је од речи "спомен", што указује на његову примарну меморијалну функцију. Споменик је сведочанство људске историје и развоја, за чије очување често постоји јавни интерес. У сваком случају, реч је о објекту који има историјску, уметничку или културну вредност.
Функције споменика су вишеструке:
- Меморијална: Чување сећања на личности, догађаје или идеје.
- Комеморативна: Обележавање годишњица или значајних датума.
- Симболичка: Представљање одређених вредности, идеја, националног или групног идентитета.
- Едукативна: Преношење знања о прошлости на нове генерације.
- Естетска: Као уметничко дело, споменик може имати и чисто естетску вредност и доприносити изгледу јавног простора.
- Политичка/Идеолошка: Споменици могу служити за промоцију одређених политичких идеја, владара или система вредности.
- Обележје места (лендмарк): Многи споменици постају препознатљиви симболи градова или региона.

## Врсте споменика
Тематски и формално, споменици се могу поделити на бројне врсте:
- Споменици културе: Објекти или целине којима је због културно-историјских вредности додељен посебан статус заштите.
- Ратни споменици: Подигнути у част погинулих војника, битака или ратних победа (нпр. славолуци, споменици незнаном јунаку).
- Надгробни споменици и маузолеји: Обележавају гробна места и чувају успомену на покојнике (нпр. појединачне гробнице, кенотафи, стеле, стећци, гробља као меморијални комплекси).
- Споменици посвећени личностима:
  - Статуе и бисте знаменитих владара, научника, уметника, народних хероја.
  - Коњаничке статуе.
- Спомен-плоче: Плоче са натписима које обележавају места везана за значајне догађаје или личности.
- Спомен-гробље.
- Спомен-чесме и спомен-фонтане.
- Спомен-крстови и друга верска обележја са меморијалном функцијом.
- Обелисци и спомен-стубови.
- Спомен-каменови (нпр. камен темељац, камен међаш са историјским значајем).
- Апстрактне скулптуре или архитектонске форме са меморијалним значењем.
- Меморијални комплекси: Веће целине које обухватају више споменичких елемената и уређен простор (нпр. спомен-паркови).

## Материјали и форме
Споменици се израђују од различитих, најчешће трајних материјала:
- Камен: Мермер, гранит, пешчар, кречњак.
- Метал: Бронза (најчешћа за ливене скулптуре), гвожђе, челик, бакар.
- Дрво: Ређе за трајне споменике на отвореном, али се користи.
- Бетон.
- Савремени материјали: Нерђајући челик, стакло, пластичне масе.

Форме споменика су изузетно разноврсне, од реалистичних фигуралних представа, преко стилизованих облика, до потпуно апстрактних композиција.

## Историјски развој (кратак преглед)
Подизање споменика прати историју људске цивилизације:
- Праисторијско доба: Мегалитски споменици (менхири, долмени, кромлеси), тумули (надгробне хумке).
- Стари Египат: Пирамиде, обелисци, сфинге, монументалне статуе фараона.
- Античка Грчка и Рим: Храмови као споменици боговима, статуе хероја и филозофа, тријумфални лукови, спомен-стубови, олтари.
- Средњи век: Хришћански споменици (цркве као задужбине, спомен-крстови, реликвијари), али и световни (споменици владарима).
- Ренесанса и барок: Обнова античких форми, коњаничке статуе, раскошни надгробни споменици, фонтане.
- XIX век: Век националних препорода, обележен подизањем великог броја националних споменика, споменика истакнутим личностима из националне историје и културе.
- XX век и XXI век: Разноврсност стилова, од традиционалних до модерних и савремених приступа. Посебан значај добијају споменици жртвама ратова и тоталитарних режима, као и споменици који промовишу мир и људска права.

## Пренесени смисао речи
Реч "споменик" употребљава се и у пренесеном смислу и понекад тако обележава значајна дела, чинове појединаца или догађаје на које се не може и не сме једноставно заборавити (нпр. "ова књига је споменик једног времена", "његово дело је споменик човекољубљу").

## Споменици изаштита наслеђа
Многи споменици, због својих историјских, уметничких, научних или друштвених вредности, стичу статус споменика културе и подлежу посебном режиму заштите од стране државе и надлежних институција. Ово обезбеђује њихово очување за будуће генерације.